# Sigfried Held
Sigfried Held (ur. 7 sierpnia 1942 w Bruntálu) – niemiecki piłkarz, napastnik i trener. Srebrny medalista Mundialu 1966 i brązowy Mundialu 1970.
Grał w: Kickers Offenbach, Borussii Dortmund, Preußen Münster i Bayerze Uerdingen.

## Kariera piłkarska
Urodził się na terenie dzisiejszych Czech. Zaczynał w Kickers Offenbach. W Bundeslidze pierwszy raz zagrał w 1965 w barwach Borussii Dortmund, w której grał do 1971 roku. W czasie pobytu w Dortmundzie zdobył z Borussią w 1966 roku Puchar Zdobywców Pucharów. W latach 1971–1977 ponownie był piłkarzem Kickers Offenbach, potem znowu w Borussii w latach 1977–1979 i grał także w pierwszej lidze w barwach KFC Uerdingen 05 (do 1981). Łącznie w 442 spotkaniach strzelił 72 gole.
W reprezentacji RFN debiutował 23 lutego 1966 w meczu z Anglią. Do 1973 rozegrał w kadrze 41 spotkań i strzelił 5 bramek. Podczas dwóch turniejów finałowych mistrzostw świata (1966, 1970) wystąpił w 9 spotkaniach i zdobył 1 bramkę.

## Kariera trenerska
Pracował jako trener m.in. w FC Schalke 04, FC Remscheid, Teutonia Ickern, reprezentacji Islandii, Galatasaray SK, Admirze Wacker Mödling, Dynamie Drezno, Gambie Osaka, VfB Leipzig, reprezentacji Malty i reprezentacji Tajlandii.
Od 20 września 2004 do 1 marca 2005 był trenerem reprezentacji Tajlandii. 21 grudnia 2004 roku w Bangkoku jego drużyna grała w meczu towarzyskim przeciwko rodakom Helda, Niemcom, ale niestety Tajlandia ten mecz przegrała wynikiem 1:5.

## Obecnie
W 2006 roku był oficjalnym ambasadorem Dortmundu, jednego z miast-gospodarzy Mundialu 2006, a od stycznia 2007 roku jest przedstawicielem fanów Borussii Dortmund.

## Przebieg kariery klubowej
| Sezon                    | Klub                     | Rozgrywki                | Mecze | Bramki |
| ------------------------ | ------------------------ | ------------------------ | ----- | ------ |
| 1963/64                  | Kickers Offenbach        | Regionalliga (Południe)  | 16    | 4      |
| 1964/65                  | Kickers Offenbach        | Regionalliga (Południe)  | 33    | 15     |
| 1965/66                  | Borussia Dortmund        | Bundesliga               | 30    | 11     |
| 1966/67                  | Borussia Dortmund        | Bundesliga               | 29    | 8      |
| 1967/68                  | Borussia Dortmund        | Bundesliga               | 26    | 5      |
| 1968/69                  | Borussia Dortmund        | Bundesliga               | 33    | 8      |
| 1969/70                  | Borussia Dortmund        | Bundesliga               | 33    | 4      |
| 1970/71                  | Borussia Dortmund        | Bundesliga               | 32    | 5      |
| 1971/72                  | Kickers Offenbach        | Regionalliga (Południe)  | 33    | 7      |
| 1972/73                  | Kickers Offenbach        | Bundesliga               | 34    | 8      |
| 1973/74                  | Kickers Offenbach        | Bundesliga               | 34    | 6      |
| 1974/75                  | Kickers Offenbach        | Bundesliga               | 31    | 8      |
| 1975/76                  | Kickers Offenbach        | Bundesliga               | 34    | 3      |
| 1976/77                  | Kickers Offenbach        | 2. Bundesliga (Południe) | 38    | 3      |
| 1977/78                  | Borussia Dortmund        | Bundesliga               | 18    | 2      |
| 1978/79                  | Borussia Dortmund        | Bundesliga               | 29    | 1      |
| 1979/80                  | Preußen Münster          | 2. Bundesliga (Północ)   | 11    | 1      |
| 1979/80                  | Bayer Uerdingen          | Bundesliga               | 25    | 2      |
| 1980/81                  | Bayer Uerdingen          | Bundesliga               | 34    | 1      |
| Łącznie w Bundeslidze    | Łącznie w Bundeslidze    | Łącznie w Bundeslidze    | 422   | 72     |
| Łącznie w 2. Bundeslidze | Łącznie w 2. Bundeslidze | Łącznie w 2. Bundeslidze | 49    | 4      |
| Łącznie w Regionallidze  | Łącznie w Regionallidze  | Łącznie w Regionallidze  | 82    | 26     |
| Łącznie w karierze:      | Łącznie w karierze:      | Łącznie w karierze:      | 553   | 102    |

## Statystyki
Bundesliga:
- 422 mecze, 72 gole:
  - Borussia Dortmund: 230 meczów, 44 gole
  - Kickers Offenbach: 133 mecze, 25 goli
  - Bayer Uerdingen: 59 meczów, 3 gole

2. Bundesliga:
- 49 meczów, 4 gole:
  - Kickers Offenbach: 38 meczów, 3 gole
  - Preußen Münster: 11 meczów, 1 gol

Regionalliga:
- 82 mecze, 16 goli:
  - Kickers Offenbach: 82 mecze, 16 goli[2]

## Osiągnięcia

### Klubowe
- Puchar Zdobywców Pucharów winner: 1966
- Wicemistrz Niemiec: 1966

### Reprezentacyjne
- Wicemistrz świata: 1966
- Brązowy medalista mistrzostw świata: 1970